# John Casken
John Arthur Casken (ur. 15 lipca 1949 w Barnsley) – brytyjski kompozytor.

## Życiorys
W latach 1967–1971 studiował na University of Birmingham u Johna Jouberta i Petera Dickinsona. Od 1971 do 1973 roku przebywał na stypendium w Państwowej Wyższej Szkole Muzycznej w Warszawie, gdzie był uczniem Andrzeja Dobrowolskiego. Był wykładowcą na wydziałach muzyki University of Birmingham (1973–1979) i University of Durham (1981–1992). Od 1992 roku wykładowca University of Manchester. Za operę Golem otrzymał nagrodę im. Benjamina Brittena (1990).

## Twórczość
Tworzy głównie muzykę orkiestrową o charakterze programowym, odwołującą się do historii, poezji i pejzażu północnej Anglii. Silny wpływ na jego twórczość wywarła fascynacja muzyką Witolda Lutosławskiego.

## Ważniejsze kompozycje
(na podstawie materiałów źródłowych)

### Utwory orkiestrowe
- Tableaux des trois âges (1976–1977)
- Koncert fortepianowy (1980)
- Masque na obój i małą orkiestrę (1982)
- Erin na kontrabas i orkiestrę (1982–1983)
- Orion over Farne (1984, zrewid. 1986)
- Maharal Dreaming (1989)
- Koncert wiolonczelowy (1990–1991)
- Darting the Skiff na orkiestrę smyczkową (1992–1993)
- Koncert skrzypcowy (1994–1995)
- poemat symfoniczny Sortilège (1995–1996)
- concerto grosso Distant Variations na 4 saksofony i orkiestrę dętą (1997)

### Utwory kameralne
- 2 kwartety smyczkowe (I 1981–1982, II 1993 zrewid. 1996)
- Kagura na 13 instrumentów dętych (1972–1973)
- Jadu na 2 wiolonczele (1973)
- Music for the Crabbing Sun na flet, obój, wiolonczelę i klawesyn (1974–1975)
- Music for a Tawny-Gold Day na altówkę, saksofon altowy, klarnet basowy i fortepian (1975–1976)
- Thymehaze na flet prosty altowy i fortepian (1976)
- Amarantos na 9 wykonawców (1977–1978)
- A belle Pavine na skrzypce i taśmę (1980, zrewid. 1992)
- Taerset na klarnet i fortepian (1983)
- Piper’s Linn na dudy i taśmę (1983–1984)
- Clarion Sea na kwintet dęty (1984–1985)
- Vaganza na duży zespół kameralny (1985)
- Salamandra na 2 fortepiany (1986)
- Lights and Turning Arcs na organy (1989)
- Kwartet fortepianowy (1989–1990)
- Cor d’ouevre na róg solo, fortepian, harfę i 6 kontrabasów (1993)
- Infanta marina na 7 instrumentów (1993–1994)
- A Spring Cadenza na wiolonczelę (1994)
- Après un silence na skrzypce i fortepian (1998), 2. wersja na skrzypce i orkiestrę kameralną (1998)

### Utwory na chór a cappella
- To Fields We Do Not Know (1983–1984)
- The Land of Spices (1990)
- A Gathering (1991)
- Sharp Thorne na 4 głosy solowe (1991–1992)
- Sunrising (1993)

### Utwory wokalno-instrumentalne
- Ia Orana, Gauguin na sopran i fortepian (1978)
- Firewhirl na sopran i 7 wykonawców (1979–1980)
- Still Mine na baryton i orkiestrę (1991–1992)
- A Song of Chimes na chór i organy (1996)

### Opery
- Golem (1986–1988, wyst. Londyn 1989)
- God’s Liar (2000, wyst. Londyn 2001)

### Balet
- Soul Catcher na taśmę (1986, wyst. Durham 1986)